# Winkie Direko
Isabella Winkie Direko (* 27. November 1929 in Bloemfontein; † 17. Februar 2012 ebenda) war eine südafrikanische Politikerin. Sie gehörte dem African National Congress (ANC) an und war vom 15. Juni 1999 bis 26. April 2004 Premierministerin der Provinz Freistaat.
Winkie Direko machte 1948 ihre Lehrerprüfung und war ab 1949 Assistenzlehrerin, ab 1955 Lehrerin an verschiedenen High Schools. 1975 wurde sie stellvertretende Direktorin und 1985 bis 1994 Direktorin einer High School. Direko hatte früh Verbindungen zum ANC und war Mitglied dessen Jugendliga und Frauenorganisation. Eine wichtige Rolle spielte sie bei der politischen Sensibilisierung junger Aktivisten im Township Botshabelo bei Bloemfontein, vor allem der sogenannten Twelve Disciples of Nelson Mandela, die ihre Schüler waren, bis die Gruppe 1960 ins Exil ging.
Nach dem Ende der Apartheid wurde sie 1996 eine der ersten Senatorinnen und später Mitglied des National Council of Provinces (NCOP). 1999 wurde sie Premierministerin der Provinz Freistaat. Anschließend wechselte sie 2004 in die Nationalversammlung. Dort beschäftigte sie sich vor allem mit Frauen- und sozialen Themen.
Direko starb am 17. Februar 2012 an den Folgen eines Schlaganfalls.